# 桑搏
桑搏（俄語：са́мбо，IPA：[ˈsambə]），或作搡搏，稱俄羅斯防身術、俄羅斯自衛術。一语来自俄语，意思就是“不带武器的防身术”，也就是徒手防身术，在欧美也被稱为俄罗斯柔道，被視为“戰鬥型格鬥”技术。是蘇聯紅軍由日本柔道為基礎，并且融入俄羅斯傳統擒摔技法後，創造而成，事實上，它和柔道的確有著非常相似的技術呈現方式，但桑搏卻發展出更多柔道所沒有的實用技術。

## 發展
「桑搏」一語意思為「不帶武器的防身術」，是一種運動、防身術、擒拿術。分为民用桑搏（又稱民間桑搏等）與軍用桑搏（又稱軍旅桑搏、軍警桑搏等）兩种體系。
桑搏曾經是蘇聯的國技，在蘇聯其15個加盟共和國內普及發展和流行，並在蘇聯政府的積極推展之下，軍用桑搏更是紅軍必習的實戰搏擊術。
軍用桑搏主要以徒鬥技為核技，後其又融入器械格鬥技術。最為突出的部份是關節鎖制技術，在關節技術多元的變化下，其中的腿部關節鎖制技更是技術特色之一。軍用桑搏只流行於軍隊及警界中，民間禁傳。
民間桑搏分為運動桑搏（亦稱俄式摔跤，一种国际認可的摔跤运动）和格鬥桑搏（COMBAT SAMBO）。其中格鬥桑搏是以摔技、寢技、關節技、絞技、手部打擊技、腿膝踢擊技為全方位攻擊性的徒手武術。
國際桑搏聯會（INTERNATIONAL SAMBO FEDERATION, ISF）成立於1938年11月16日。1973年在伊朗首都德黑兰举办了第一届世界桑搏锦标赛，現今桑搏的世锦赛、世界杯赛、欧洲公开赛等等国际比赛也經常舉行。